# Бела Фарнија (Латина)
Бела Фарнија је насеље у Италији у округу Латина, региону Лацио.
Према процени из 2011. у насељу је живело 1002 становника. Насеље се налази на надморској висини од 18 м.